# Andrea di Ricco
Andrea di Ricco o Andrea Tafi secondo il Vasari, o ancora Tassi (Firenze, 1213 – Firenze, 1294) è stato un pittore italiano, particolarmente apprezzato per aver portato a Firenze l'arte del mosaico che portò a tale livello di qualità da servire da esempio anche a Giotto.

## Biografia
"Visse Andrea anni ottantuno, e morì innanzi a Cimabue nel 1294". Così ci informa il Vasari nelle Vite.
Introdusse in Toscana l'arte del mosaico facendo venire da Venezia Apollonio "greco" da cui apprese i segreti del mestiere e con cui collaborò nei primi lavori eseguiti a Firenze nei mosaici del battistero. Affrancatosi dal maestro divenne a sua volta tanto abile e apprezzato nell'arte musiva da fare scuola. Le sue opere furono prese come esempi da seguire da Gaddo Gaddi e da Giotto.
Secondo Vasari, fu maestro di Buonamico Buffalmacco.
Fu forse padre di Antonio d'Andrea Tafi che è citato nel Libro della Compagnia di San Luca nel 1348.

## Opere musive

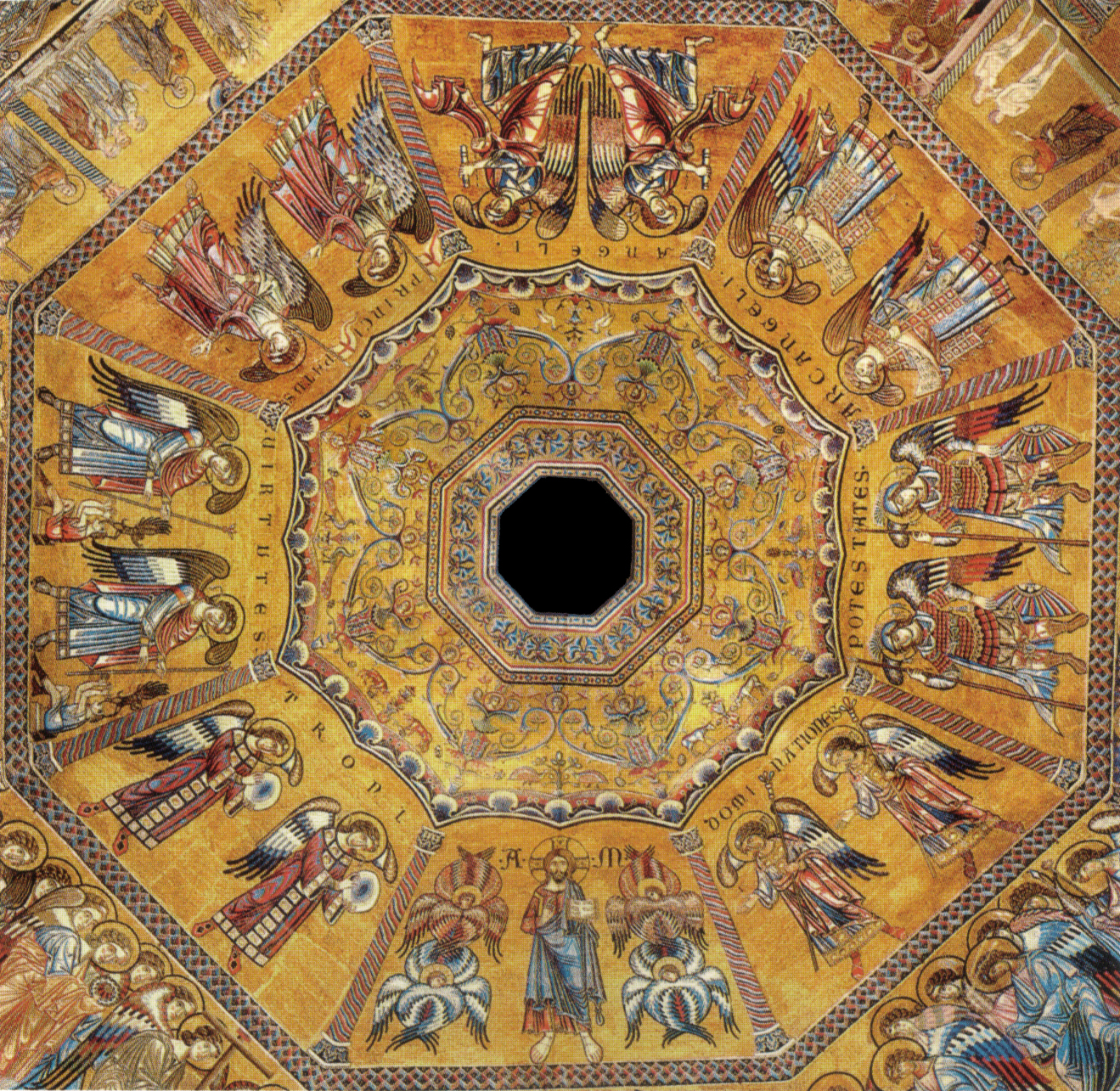
Le schiere angeliche, nel battistero di Firenze

- Partecipazione ai mosaici del battistero di Firenze, in particolare:
  - Gerarghie angeliche, in collaborazione con Apollonio
  - Cristo giudice
  - Serie dei Profeti e Patriarchi